# Китайская одиссея 2002
«Китайская одиссея 2002» (кит. трад. 天下無雙, упр. 天下无双, пиньинь Tiānxià wú shuāng, палл. Тянься у шуан) — лирическая комедия-боевик режиссёра Джеффри Лау, снятая в 2002 году.

## Сюжет
Империя Мин. Не находя себе места среди стен Запретного города, принцесса совершает побег из императорского дворца, императрица посылает за ней вслед своих подданных и молодого императора. Но у молодых наследников свои пожелания от жизни.

## В ролях
- Тони Люн Чу Вай — Ли Илан
- Ван Фэй — принцесса
- Чжао Вэй — Фэн
- Чжан Чжэнь[англ.] — молодой император Чжэндэ
- Рой Чун
- Афена Чу
- Ребекка Пань
- Чжан Ламб
- Чан Фэйхун

## Дополнительные факты и художественные особенности
- В фильме присутствует пародия на севернокитайском на классические музыкальные фильмы стиля хуанмэй 1960-х годов[1].

## Награды

### Номинации
39-й кинофестиваль Золотая лошадь (Тайбэй)
- Лучшая постановка боя — Пунь Кинькуань
- Лучшие костюмы и грим для фильма — Уильям Чан
- Лучшая женская роль второго плана — Чжао Вэй[2]

22-я церемония награждения Hong Kong Film Awards (2003)
- Лучшая женская роль — Ван Фэй
- Лучшая арт-режиссура — Тони Ау
- Лучшие костюмы/грим для фильма — Уильям Чан
- Лучшая музыка для фильма — Фрэнки Чань, Роэль А. Гарсиа[3]

### Выигранные премии
9-я церемония награждения фильмов 2002 года премии Гонконгского общества кинокритиков (2003)
- Лучшая женская роль — Ван Фэй
- Лучший фильм[4]